# Selección de fútbol sub-20 de Birmania
La Selección de fútbol sub-20 de Birmania es el equipo que representa al país en la Copa Mundial de Fútbol Sub-20 y el Campeonato Juvenil de la AFC. Su organización está a cargo de la Federación de Fútbol de Birmania, miembro de la AFC y la FIFA.
Obtuvo siete veces el Campeonato sub-19 de la AFC.  Por el Campeonato sub-19 de la AFC 2014 clasificó a la Copa Mundial de la categoría de 2015 a disputarse en Nueva Zelanda.

## Estadísticas

### Mundial Sub-20
| Año         | Resultado      | J            | G            | E            | P            | GF           | GC           |              |
| ----------- | -------------- | ------------ | ------------ | ------------ | ------------ | ------------ | ------------ | ------------ |
| 1977 a 1989 | No participó   | No participó | No participó | No participó | No participó | No participó | No participó | No participó |
| 2001 a 2013 | No clasificó   | No clasificó | No clasificó | No clasificó | No clasificó | No clasificó | No clasificó | No clasificó |
| 2015        | Fase de grupos | 3            | 0            | 0            | 3            | 2            | 13           |              |
| 2017        | No clasificó   | No clasificó | No clasificó | No clasificó | No clasificó | No clasificó | No clasificó | No clasificó |
| 2019        | No clasificó   | No clasificó | No clasificó | No clasificó | No clasificó | No clasificó | No clasificó | No clasificó |
| Total       | Total          | 3            | 0            | 0            | 3            | 2            | 13           |              |

### Campeonato sub-19 de la AFC
| Año         | Resultado        | J            | G            | E            | P            | GF           | GC           |              |
| ----------- | ---------------- | ------------ | ------------ | ------------ | ------------ | ------------ | ------------ | ------------ |
| 1959        | Fase de grupos   | 4            | 3            | 1            | 0            | 24           | 11           |              |
| 1960        | Fase de grupos   | 3            | 1            | 0            | 2            | 10           | 6            |              |
| 1961        | Campeón          | 5            | 3            | 2            | 0            | 13           | 8            |              |
| 1962        | Fase de grupos   | 4            | 1            | 0            | 3            | 1            | 8            |              |
| 1963        | Campeón          | 6            | 4            | 2            | 0            | 17           | 5            |              |
| 1964        | Campeón          | -            | -            | -            | -            | -            | -            |              |
| 1965        | Finalista        | 6            | 5            | 0            | 1            | 13           | 6            |              |
| 1966        | Campeón          | 7            | 5            | 1            | 1            | 23           | 4            |              |
| 1967        | Tercer lugar     | 6            | 5            | 0            | 1            | 14           | 1            |              |
| 1968        | Campeón          | 7            | 6            | 1            | 0            | 23           | 3            |              |
| 1969        | Campeón          | 6            | 4            | 2            | 0            | 22           | 6            |              |
| 1970        | Campeón          | -            | -            | -            | -            | -            | -            |              |
| 1971        | Tercer lugar     | 6            | 4            | 1            | 1            | 16           | 2            |              |
| 1972        | Cuartos de final | 4            | 3            | 0            | 1            | 12           | 0            |              |
| 1973        | Desconocido      | -            | -            | -            | -            | -            | -            |              |
| 1974        | Desconocido      | -            | -            | -            | -            | -            | -            |              |
| 1975        | Fase de grupos   | 4            | 1            | 2            | 1            | 4            | 4            |              |
| 1976        | Cuartos de final | 4            | 2            | 0            | 2            | 11           | 3            |              |
| 1977 a 1998 | No participó     | No participó | No participó | No participó | No participó | No participó | No participó | No participó |
| 2000 a 2012 | No clasificó     | No clasificó | No clasificó | No clasificó | No clasificó | No clasificó | No clasificó | No clasificó |
| 2014        | Semifinal        | 5            | 2            | 1            | 2            | 6            | 4            |              |
| Total       | Campeón          |              |              |              |              |              |              |              |

## Palmarés

### Continental
- Campeonato sub-19 de la AFC (7): 1961, 1963, 1964, 1966, 1968, 1969, 1970.

### Regional
- Campeonato Sub-19 de la AFF (1): 2005

### Otros premios
- Trofeo Hassanal Bolkiah (1): 2014.